# Gnophos perspersata
Gnophos perspersata är en fjärilsart som beskrevs av Treitschke 1827. Gnophos perspersata ingår i släktet Gnophos och familjen mätare. Inga underarter finns listade i Catalogue of Life.